# Tả Phời
Tả Phời là một xã thuộc thành phố Lào Cai, tỉnh Lào Cai, Việt Nam.
Xã Tả Phời có diện tích 88,33 km², dân số năm 2004 là 4.843 người, mật độ dân số đạt 55 người/km².